# Pakorn Chatborirak
Pakorn Chatborirak, (en Tailandés: ปกรณ์ ฉัตรบริรักษ์), también conocido como Boy (บอย), es un actor, modelo y cantante tailandés.

## Biografía
Su padre murió cuando era pequeño, sus dos hermanos menores son los actores Thana "Nong" Chatborirak y Pat Chatborirak, también tiene una hermana menor.
Después de graduarse de "Pongpoowadol Kindergarten", asistió al "Assumption School", posteriormente al "Triam Udom Suksa School" y finalmente se unió a la Facultad de Ciencias Farmacéuticas de la Universidad de Chulalongkorn, donde obtuvo una licenciatura en ciencias en farmacia.
Es buen amigo de los actores Nadech Kugimiya, Prin Suparat y Warintorn Panhakarn, así como de las actrices Margie Rasri Balenciaga, Urassaya Sperbund y Kimberly Ann Voltemas.

## Carrera
Antes de comenzar su carrera como actor Boy trabajó como fotógrafo.
Firmó un contrato y es miembro de "Channel 3".
En el 2009 se unió al elenco de la película Pai In Love donde dio vida a Nack.
El 16 de octubre del 2010 se unió al elenco de la serie Thara Himalaya donde interpretó por primera vez a Wayupak "Lom" Adisuanrangsan, hasta el final de la serie el 5 de noviembre del mismo año.
El 5 de noviembre del mismo año se unió al elenco del drama Duang Jai Akkanee donde volvió a interpretar a Lom, hasta ese mismo mes. Poco después apareció en la serie Pathapee Leh Ruk donde volvió a dar vida a Lom.
El 10 de diciembre del mismo año se unió al elenco principal de la serie Wayupak Montra donde interpretó nuevamente a Wayupak Adisuanrangsan, hasta el final de la serie el 25 de diciembre del mismo año. La serie fue la cuarta y última entrega de "4 Huajai Haeng Koon Kao".
En el 2011 se unió al elenco de la película Lud 4 Lud donde dio vida a Tada, oficinista que luego de ser promovido a gerente comienza a recibir regalos de felicitación desagradables.

## Filmografía

### Series de televisión
| Año  | Pronunciación en Tailandés                        | Título en inglés                       | Personaje                     | Canal     | Notas         |
| ---- | ------------------------------------------------- | -------------------------------------- | ----------------------------- | --------- | ------------- |
| 2018 | Plerng Naka (เพลิงนาคา)                            | -                                      | -                             | Channel 3 |               |
| 2018 | Ploeng Ruk Ploeng Kaen                            | -                                      | -                             | Channel 3 |               |
| 2018 | Veeraburus Sood Tee Ruk: Matupoom Haeng Huajai    | "My Hero Series"                       | Taychas                       | Channel 3 |               |
| 2017 | Sai Lab Jab Abb (สายลับจับแอ๊บ)                      | "S.P.Y I Love You"                     | Patee                         | Channel 3 | 13 episodios  |
| 2017 | Kammathep Hunsa (บริษัทรักอุตลุด: กามเทพ หรรษา)        | "The Cupids Series: Cheerful of Love"  | Tim Pichayathorn              | Channel 3 | 8 episodios   |
| 2015 | Fai Lang Fai (ไฟล้างไฟ)                            | "Fire Against Fire"                    | Narut Dechalertrat            | Channel 3 | 14 episodios  |
| 2015 | Nang Rai Tee Ruk (นางร้ายที่รัก)                      | "Beloved Villain"                      | Lt. Natee "Tee" Singharit     | Channel 3 | 12 episodios  |
| 2015 | Luerd Mungkon: Hong (เลือดมังกร: หงส์)               | "Dragon Blood Series: Swan"            | Are-Long                      | Channel 3 | 10 episodios  |
| 2015 | Keaw Ta Warn Jai (แก้วตาหวานใจ)                    | -                                      | Anin "Chang" Varodom          | Channel 3 | 14 episodios  |
| 2014 | Nai Suan Kwan (ในสวนขวัญ)                          | -                                      | Trin "Tonmai"                 | Channel 3 | 13 episodios  |
| 2013 | Fah Krajang Dao (ฟ้ากระจ่างดาว)                     | "Bright Star in the Sky"               | Inspector de la Policía Hirun | Channel 3 | 8 episodios   |
| 2013 | Mon Jun Tra                                       | -                                      | Inspector de la Policía Hirun | Channel 3 |               |
| 2013 | Maya Tawan                                        | -                                      | Inspector de la Policía Hirun | Channel 3 |               |
| 2013 | Porn Prom On La Weng (พรพรหมอลเวง)                | "Chaotic Blessing"                     | Patthawee                     | Channel 3 | 15 episodios  |
| 2012 | Ta-wan Chai Nai Marn Mek (ตะวันฉายในม่านเมฆ)        | "Tawanchai in a Ceil of Clouds"        | Nopphatee "Mek"               | Channel 3 | 15 episodios  |
| 2012 | Waew Mayura (แววมยุรา)                             | -                                      | Sayumpoo "Chak" Tossapol      | Channel 3 | 14 episodios  |
| 2012 | Siem Si Puan Ruk                                  | -                                      | Chai                          | Channel 3 | drama corto   |
| 2011 | Sarm Noom Nuer Tong (สามหนุ่มเนื้อทอง)                | "3 Golden Men"                         | Vatchara                      | Channel 3 | 15 episodios  |
| 2011 | Roy-Marn (รอยมาร)                                 | "Trace of the Devil or Don't Marry Me" | Mark                          | Channel 3 | 15 episodios  |
| 2011 | Thad Hang Ploy Wat Series - Part 2 "Kern Cha Hen" | -                                      | Poe                           | Channel 3 | drama corto   |
| 2011 | Fan Club Series                                   | -                                      | Lamp                          | Channel 3 | drama corto   |
| 2010 | Wayupak Montra (วายุภัคมนตรา)                       | "Wayupak's Enchantment"                | Wayupak "Lom" Adisuanrangsan  | Channel 3 | 7.3 episodios |
| 2010 | Pathapee Leh Ruk (ปฐพีเล่ห์รัก)                       | "Pathapee's Love Trick"                | Wayupak "Lom" Adisuanrangsan  | Channel 3 |               |
| 2010 | Duang Jai Akkanee (ดวงใจอัคนี)                      | "Akkanee's Heart"                      | Wayupak "Lom" Adisuanrangsan  | Channel 3 | 12 episodios  |
| 2010 | Thara Himalaya (ธาราหิมาลัย)                        | "Water of Himalaya"                    | Wayupak "Lom" Adisuanrangsan  | Channel 3 |               |
| 2010 | 3 Hua Jai (สามหัวใจ)                               | "3 Hearts"                             | Chai                          | Channel 3 | 12 episodios  |
| 2009 | Hua Jai Song Pak (หัวใจสองภาค)                     | "A Divided Heart"                      | Don                           | Channel 3 |               |
| 2009 | Fai Ruk Arsoon (ไฟรักอสูร)                          | "Love Fire Of The Beast"               | Kaew                          | Channel 3 | 12 episodios  |

### Películas
| Año  | Título                    | Personaje | Notas                                                                                                  |
| ---- | ------------------------- | --------- | --- |
| 2011 | Lao Wedding               | Chain     | junto a Kamlee Pilawong y Thaniya Ummaritchot                                                          |
| 2011 | Lud 4 Lud                 | Tada      | junto a Alex Rendel, Ananda Everingham y Alice Tsoi                                                    |
| 2010 | The Dog (Ching Mah Therd) | Bank      | junto a Natpaphat Thanatanamaharat                                                                     |
| 2009 | Pai In Love               | Nack      | junto a Leo Putt, Kanya Rattanapetch, Ray MacDonald, Supaksorn Chaimongkol y Achiraya Peerapatkunchaya |
| 2008 | 4 Romances                | Durian    | junto a Kanya Rattanapetch                                                                             |

### Apariciones en programas
| Año  | Programa | Notas |
| ---- | -------- | ----- |
| 2014 | 3 Zaap   |       |

### Apariciones en videos musicales
| Año  | Artista           | Canción                                  | Notas |
| ---- | ----------------- | ---------------------------------------- | ----- |
| 2016 | Nuengthida Sophon | Mai Job Mai Chai Mai Jeb (ไม่จบไม่ใช่ไม่เจ็บ) | [ 5 ] |

### Teatro
| Año       | Obra                       | Personaje | Teatro                         | Notas |
| --------- | -------------------------- | --------- | ------------------------------ | ----- |
| 2011-2012 | Power of King Ramkhamhaeng | Sam Sorn  | Grand Hall Thammasat Universit |       |

### Anuncios
| Año  | Anuncio                                               | Notas |
| ---- | ----------------------------------------------------- | ----- |
| 2013 | Glade Sensations Car                                  |       |
| 2013 | Moccona Trio Coffee - "Teach Beat"                    |       |
| 2013 | Snake Brand Shower Gel                                |       |
| 2013 | Tawan - Suki Seafood                                  |       |
| 2013 | Smooth-E Men (Deep Smooth Non- Ionic)                 |       |
| 2012 | BAOJI Shoes (Part 1, Part 2, Part 3)                  |       |
| 2012 | Peppermint Field Inhaler - C : Football               |       |
| 2012 | Peppermint Field Inhaler - B : Dog Day                |       |
| 2012 | Peppermint Field Inhaler - A : Bicycle                |       |
| 2012 | Laundry Products Brand "OMO" - "White Fashion Series" |       |
| 2012 | Moccona Trio Coffee - "Beat"                          |       |
| 2012 | Moccona Trio Coffee - "Train Whistle"                 |       |
| 2012 | Moccona Trio Coffee - "Like"                          |       |
| 2012 | Citibank Credit Card                                  |       |
| 2012 | Clorets Gum with Actizol Plus                         |       |
| 2012 | Cigna Insurance - "Insurance plan to Buy 1 Care 2"    |       |
| 2012 | Cigna Insurance - "Cigna CSR"                         |       |
| 2012 | Cigna Insurance - "Thank You Someone"                 |       |
| 2012 | Microsoft Wireless Mobile Mouse 3500 Artist Series    |       |
| 2012 | LOOKER - App on iPad                                  |       |
| 2012 | DAPPER - Business Label : Boy TVC                     |       |
| 2012 | Happy Condo Happy Home                                |       |
| 2012 | Dispensary Cold Powder, Ocean Fresh - "Splash Series" |       |
| 2012 | ISUZU D-MAX V-CROSS 4X4                               |       |
| 2011 | Smooth-E Homme Ideal Skin For Men Facial Massage Foam |       |
| 2011 | Nokia Ovi Store X6 - Mobile                           |       |
| 2011 | Peppermint Field Inhaler - Wakeboard Series           |       |
| 2011 | Tea Break                                             |       |
| 2011 | Samsung Galaxy Family - Mobile                        |       |
| 2011 | Red Bull Spirit                                       |       |
| 2010 | Sizzler (Hot Steak, Hot People)                       |       |
| 2009 | Index Your Style                                      |       |
| 2008 | HSBC Visa / Credit Card                               |       |
| -    | Lenovo Notebook                                       |       |
| -    | Tiger Cement                                          |       |
| -    | Taro - Fish Snack                                     |       |

## Discografía

### Singles
| Año  | Canción                                   | Título en Inglés | Álbum | Notas |
| ---- | ----------------------------------------- | ---------------- | ----- | ----- |
| 2015 | เพียงชายคนนี้ (ไม่ใช่ผู้วิเศษ) - รวมศิลปินหล่อมากมาก | -                | -     | [ 6 ] |

### Participación en conciertos
| Año  | Nombre                             | Notas |
| ---- | ---------------------------------- | ----- |
| 2019 | 49th Thai TV3 Anniversary          | [ 7 ] |
| 2017 | Love Is In The Air Charity Concert |       |
| 2016 | 46th Anniversary - Love Mission    |       |
| 2015 | 45th Channel3 Anniversary          | [ 8 ] |
| 2013 | Sup'tar Party 43rd Anniversary CH3 |       |
| 2012 | 4+1 Channel 3 Superstar            |       |

## Premios y nominaciones
| Año  | Categoría                   | Premio                            | Series         | Resultado |
| ---- | --------------------------- | --------------------------------- | -------------- | --------- |
| 2010 | Best Actor for Men          | Top Award                         | Wayupak Montra | Nominado  |
| 2008 | CLEO Most Eligible Bachelor | CLEO Most Eligible Bachelor Award | -              | Ganó      |